# Душа (мультфильм)
«Душа́» (англ. Soul) — американский анимационный фэнтезийный комедийно-драматический фильм 2020 года, снятый Pixar Animation Studios для Walt Disney Pictures. Режиссёром выступил Пит Доктер, сорежиссёром — Кемп Пауэрс, оба написали сценарий вместе с Майком Джонсом, а продюсером выступила Дана Мюррей. В фильме озвучивают Джейми Фокс, Тина Фей, Грэм Нортон, Рэйчел Хаус, Алисе Брага, Ричард Айоади, Филисия Рашад, Доннелл Роулингс, Questlove и Анджела Бассетт. В фильме рассказывается история Джо Гарднера (Фокс), учителя средней школы и начинающего пианиста, который впадает в кому после несчастного случая и пытается воссоединить свою разделенную душу и тело, чтобы успеть к своему большому прорыву в качестве джазового музыканта.
Доктер задумал «Душу» в январе 2016 года, исследуя истоки человеческих личностей и концепцию детерминизма. Во время своей первой встречи с Джонсом он изложил идею о пространстве-времени, включающем души с личностями. Продюсеры фильма консультировались с различными джазовыми музыкантами, включая Херби Хэнкока и Терри Лайн Кэррингтон, и анимировали его музыкальные эпизоды, используя сессии музыканта Джона Батиста в качестве референса. Помимо оригинальных джазовых композиций Батиста, музыканты Трент Резнор и Аттикус Росс сочинили музыку к фильму. Производство «Души» длилось четыре года с бюджетом примерно в 150 миллионов долларов. Это был первый фильм Pixar с чернокожим главным героем.
Премьера «Души» состоялась на Лондонском кинофестивале BFI 11 октября 2020 года, а выход в кинотеатрах был запланирован на 19 июня и 20 ноября; однако он был отложен из-за пандемии COVID-19. Он был выпущен напрямую на Disney+ 25 декабря 2020 года вместе с короткометражным фильмом «Нора», а также в кинотеатрах стран, где нет потокового сервиса. Он был выпущен в кинотеатрах в США 12 января 2024 года и собрал более 122 миллионов долларов в мировом прокате. Фильм получил признание за свою историю, мастерство, темы, персонажей, идеи, креативность, анимацию, звуковой дизайн, музыкальное сопровождение и эмоциональный вес.
Национальный совет кинокритиков и Американский институт киноискусства назвали «Душу» одним из десяти лучших фильмов 2020 года. Он был номинирован на три премии «Оскар» на 93-й церемонии вручения премии «Оскар», выиграл две из них и получил множество других наград.

## Сюжет
Главный герой Джо Гарднер — школьный учитель музыки. Он всегда мечтал играть джаз, и вот однажды жизнь предоставила ему такой шанс. От радости главный герой совсем не смотрит под ноги, проваливается в люк и… попадает на тот свет. Он совершенно не готов к смерти, так как он ещё не исполнил свою мечту. Джо Гарднер пытается сбежать. В результате своих действий главный герой попадает в Мир До, на Семинар Душ. Выбор у него небогат — либо убежать и попасть в своё тело, либо окончательно умереть (Джо жив, но находится в коме). Джо выбирает первый вариант, но находит Душу 22. С помощью 22 он узнаёт, что тут обретают личность ещё не родившиеся дети, и тот, у кого она сформируется, получает билет в жизнь, с помощью которого Джо может попасть обратно на Землю. Однако для окончательного формирования нужна «Искра». Главный герой и Душа 22 пытаются её найти, но безуспешно.
22 обращается за помощью к своему другу, живому человеку по имени Лунветр. Выясняется, что между миром живых и миром после смерти есть связь — астрал. Туда человек выходит в моменты вдохновения. Там персонажи видят заблудшие души, души, одержимые какой-либо мыслью, идеей. Лунветр спасает одну такую душу, затем пытается помочь Джо вернуться, но тот, видимо, делает что-то не так. В итоге 22 попадает в тело Джо, а сам Джо в тело… кота.
Со временем, проведённым на земле, 22 начинает понимать, что жить — это здорово. Она впервые пробует пиццу, делает себе причёску, и… даже влюбляется в музыку, которую она раньше вообще слышать не могла. 22 разговаривает с матерью Джо, которая переживает, что её сын не сможет себя прокормить, на что 22 говорит, что тогда он совсем не будет есть, объясняет, что жизнь пройдёт впустую, если не следовать за мечтой. Джо в теле кота вначале даёт ей советы по этому поводу, затем 22 начинает объясняться с ней самостоятельно.
Джо хочется поскорее вернуться в своё тело, и ему нет дела до того, что 22 хочет сыграть на концерте вместо него, а тем временем их обоих находит Терри, счетовод душ. Джо с удивлением обнаруживает, что 22 получила билет в жизнь. Он считает, что это неправильно; что 22 полюбила музыку только потому, что была в его теле. 22 швыряет Джо пресловутый пропуск в мир людей, и тот возвращается. Ему дают шанс, и он оправдывает доверие. Джо исполнил свою мечту, но счастья он не ощущает. Всё это потому, что он обидел 22, отнял её путевку в жизнь, а также, возможно, из-за того, что он скучает по ней. Рассматривая вещи, что 22 оставила после себя, Джо понимает, почему 22 получила билет-пропуск. 22 просто полюбила жизнь — да, полюбила. Джо выходит в астрал и там встречается с Лунветром. От него главный герой узнает, что 22 стала заблудшей душой. Джо пытается спасти 22. Главный герой отдаёт ей билет в жизнь и прощается с ней. Сам Джо уже на полпути на тот свет, но ему решают дать второй шанс, советуя быть осторожнее.
В сцене после титров Терри говорит: «Алло! Фильм закончился! А ну-ка марш домой!»

## Роли озвучивали
- Джейми Фокс — Джо Гарднер, учитель музыки средней школы. Обожает джаз, просто жизни без него не представляет.
- Тина Фей — 22, душа, с которой Джо Гарднер знакомится на Семинаре Душ.
- Филисия Рашад — Либба Гарднер, мать Джо, которая работает швеёй[5][6]
- Анджела Бассетт — Доротея Уильямс, уважаемый джазовый музыкант и саксофонист
- Грэм Нортон — Лунветр, друг 22
- Рэйчел Хаус — Терри, счетовод душ в Великом После
- Алисе Брага, Ричард Айоади, Уэс Стьюди, Форчун Феймстер и Зенобия Шрофф — Джерри, пять духовных наставников в Великом До
- Давид Диггз — Пол, конкурент Джо[5][6]
- Questlove — Ламонт «Кудряш» Бейкер, барабанщик группы Доротеи[5][6]
- Доннел Роулингс[англ.] — Дез, парикмахер Джо
- Кора Шампомье — Конни, ученица Джо
- Джун Скуибб — Джерел, душа, которая встречает Джо перед тем, как отправиться в Великое После
- Эстер Чхэ[англ.] — Михо, басист группы Доротеи
- Марго Холл — Мельба, коллега Либбы
- Родесса Джонс — Лулу, коллега Либбы
- Сакина Джаффри — врач
- Кэлам Грант — управляющий хедж-фондом
- Лаура Муни — кошатница-терапевт
- Пегги Флуд — Мардж
- Очува Оги — танцующая звезда
- Дженни Тирадо[англ.] — Арройо, директор
- Кэти Кавадини[англ.] — Dreamerwind

## Создание

### Развитие
В начале 2016 года было объявлено, что Пит Доктер работает над новым мультфильмом. В июне 2018 года было объявлено, что Доктер планирует закончить свой фильм, несмотря на то, что он был креативным директором в Pixar после ухода Джона Лассетера. В июне 2019 года Pixar анонсировала новый мультфильм под названием «Душа» с режиссёром Питем Доктером и продюсером Даной Мюррей, с кратким обзором, опубликованным в Твиттере о космическом путешествии по Нью-Йорку.
Мюррей сказала, что мультфильм «(возьмет аудиторию) в мир, где никто никогда не был, но, в течение долгого времени», а соавтор сценария/режиссёр Кемп Пауэрс заявил, что мультфильм «совершенно отличается» от предыдущих картин Доктера. Пауэрс также сказал, что мультфильм ответит на важные вопросы. Тина Фей также внесла свой вклад в сценарий, помогая прописать строки для её персонажа.
Pixar решил изобразить главного героя фильма как музыканта, потому что они хотели «профессию, ради которой аудитория могла бы его поддерживать», и остановились на музыканте после попытки найти учёного, жизнь которого "[не чувствовалось] настолько естественным образом чистой. Доктер описал «Душу» как «исследование того, где вы должны сосредоточиться? Какие вещи, в конце концов, действительно станут важными вещами, на которые вы оглядываетесь и идёте? Проведя достойное количество своего ограниченного времени на Земле, волнуясь или сосредоточившись на этом?».

### Актёрский состав
24 августа 2019 года Джейми Фокс, Тина Фей, Questlove, Филисия Рашад и Давид Диггс были объявлены на главные роли в мультфильме. «Душа» — первый мультфильм Pixar с участием афроамериканского героя.

### Анимация
Создатели мультфильма оживили души, фигурирующие в фильме, «парным», «эфирным» и «нефизическим» образом, основав свои замыслы на определениях душ, данных им различными религиозными и культурными представителями. Доктер назвал это «огромным испытанием», так как аниматоры «привыкли к игрушкам, автомобилям, вещам, которые гораздо более материальны и на них легко сослаться».

### Музыка
В течение 2019 года D23 Expo Трент Резнор и Аттикус Росс стали составлять партитуры мультфильма, а Джон Батист писал джазовые песни для мультфильма. «Увертюра» группы AJR также была показана в трейлере мультфильма.

## Прокат
«Душа» изначально должен был быть выпущен 19 июня 2020 года Walt Disney Studios Motion Pictures. Однако в связи с пандемией коронавирусной инфекции COVID-19, релиз фильма был перенесен на 20 ноября 2020 года в США, и 19 ноября 2020 в России. В прокат мультфильм вышел 25 декабря на платформе Disney+[прояснить]. Мультфильм стал самым кассовым проектом Disney и Pixar в России и странах СНГ, собрав свыше 1 млрд рублей.
5 декабря 2023 года было объявлено, что мультфильмы Pixar «Душа», «Я краснею» и «Лука» будут выпущены в кинотеатрах США в течение всего начала 2024 года. «Душа» была выпущена в кинотеатрах 12 января 2024 года.

### Маркетинг
Тизер-трейлер мультфильма был выпущен 7 ноября 2019 года.

## Награды и номинации
Мультфильм был удостоен множества наград и номинаций в различных категориях, особенно благодаря режиссуре Пита Доктера. Он победил в двух номинациях из трёх на 88-й церемонии вручения премии «Оскар», в таких категориях, как «Лучший анимационный полнометражный фильм» и «Лучшая музыка к фильму». Мультфильм победил в семи номинациях из десяти на 48-й церемонии вручения премии «Энни». На 74-й церемонии вручения премии Британской Академии в области кино фильм победил в категориях «Лучший анимационный фильм» и «Лучшая музыка к фильму». Фильм победил в трёх номинациях на 1-й церемонии вручения суперпремии «Выбор критиков», а затем победил на 26-й церемонии вручения премии «Выбор критиков» в категории «Лучшая музыка». Различные критики также признали его лучшим анимационным фильмом года, и кроме того, Американский институт киноискусства и Национальный совет кинокритиков включили данный мультфильм в десятку лучших фильмов 2020 года.

## Заметки
1. ↑  Только джазовые композиции и аранжировки.